# Haras de Michałów
Le haras de Michałów (polonais : Stadnina Koni Michałów) est un haras polonais situé sur la commune de Michałów, dans la voïvodie de Sainte-Croix, dans une vallée entre les collines Pińczowski et Wodzisławski, à 45 km au sud de Kielce. Il s'agit du plus important haras de chevaux arabes de l'état polonais, longtemps géré en haras national. 

## Histoire

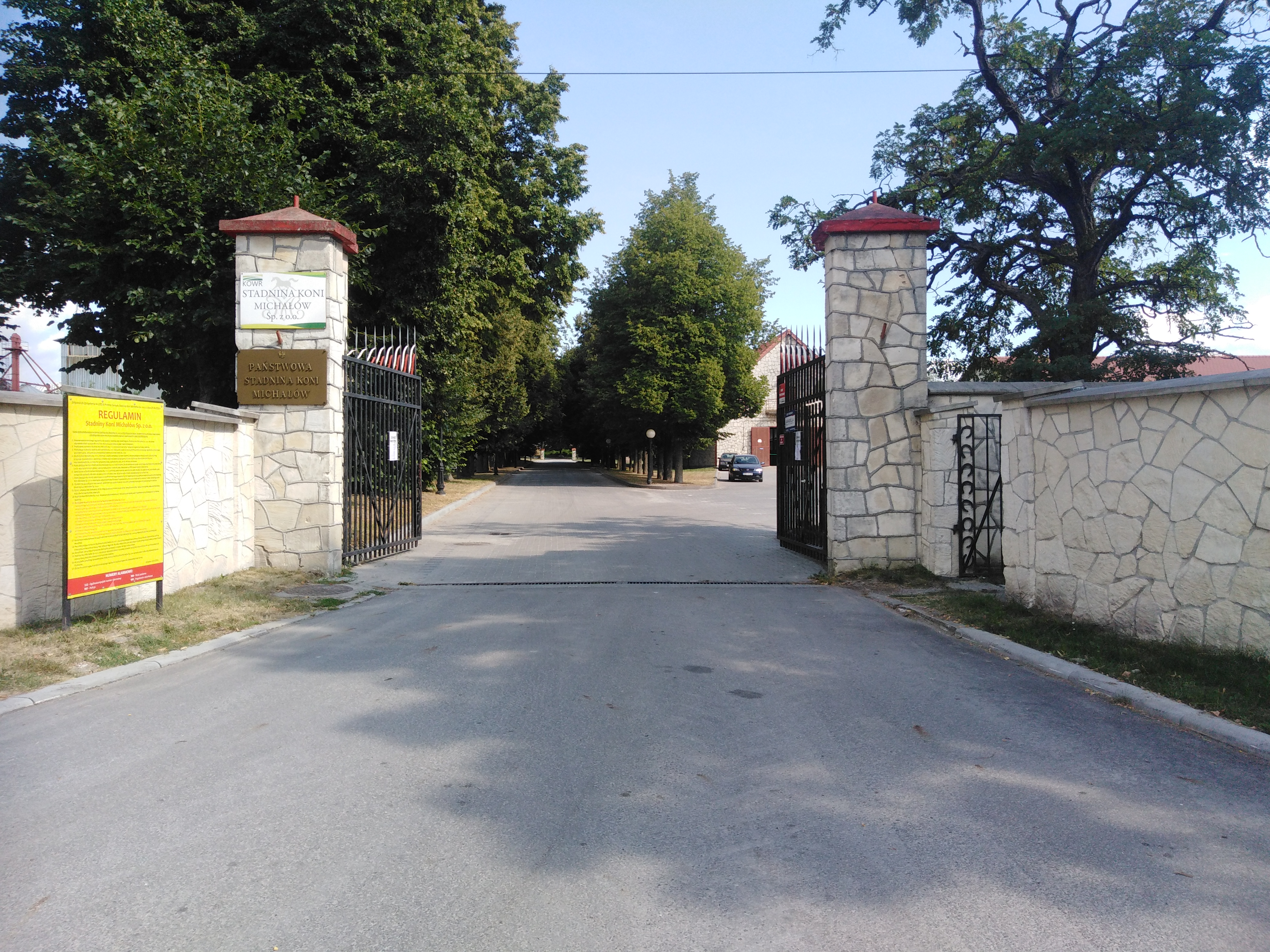
Entrée du haras.

Le haras de Michałów est créé en 1953. Il a repris les Pur-sang arabes, principalement de lignée Saklawi, du haras de Klemensów, qui était alors fermé. Ces chevaux provenaient du lot de chevaux arabes récupérés d'Allemagne après la Seconde Guerre mondiale et de juments de Bábolna, également importées d'Allemagne. La décision de placer les chevaux à Michałów a été influencée par la possibilité de placer le troupeau dans un domaine nationalisé, la présence de chevaux de type similaire aux Arabes dans la région de Kielce pendant des siècles, et un sol ainsi qu'un microclimat appropriés. 
Les environs de Michałów, son environnement naturel, créent des conditions très favorables au développement des chevaux arabes. La première jument dans les dossiers de Michałów était nommée Miriam. Ignacy Jaworowski est devenu le directeur du haras et il a occupé ce poste pendant 44 ans, jusqu'en 1997.
À partir des années 1960, des chevaux de Michałów ont été exportés vers les États-Unis.

## Chevaux célèbres

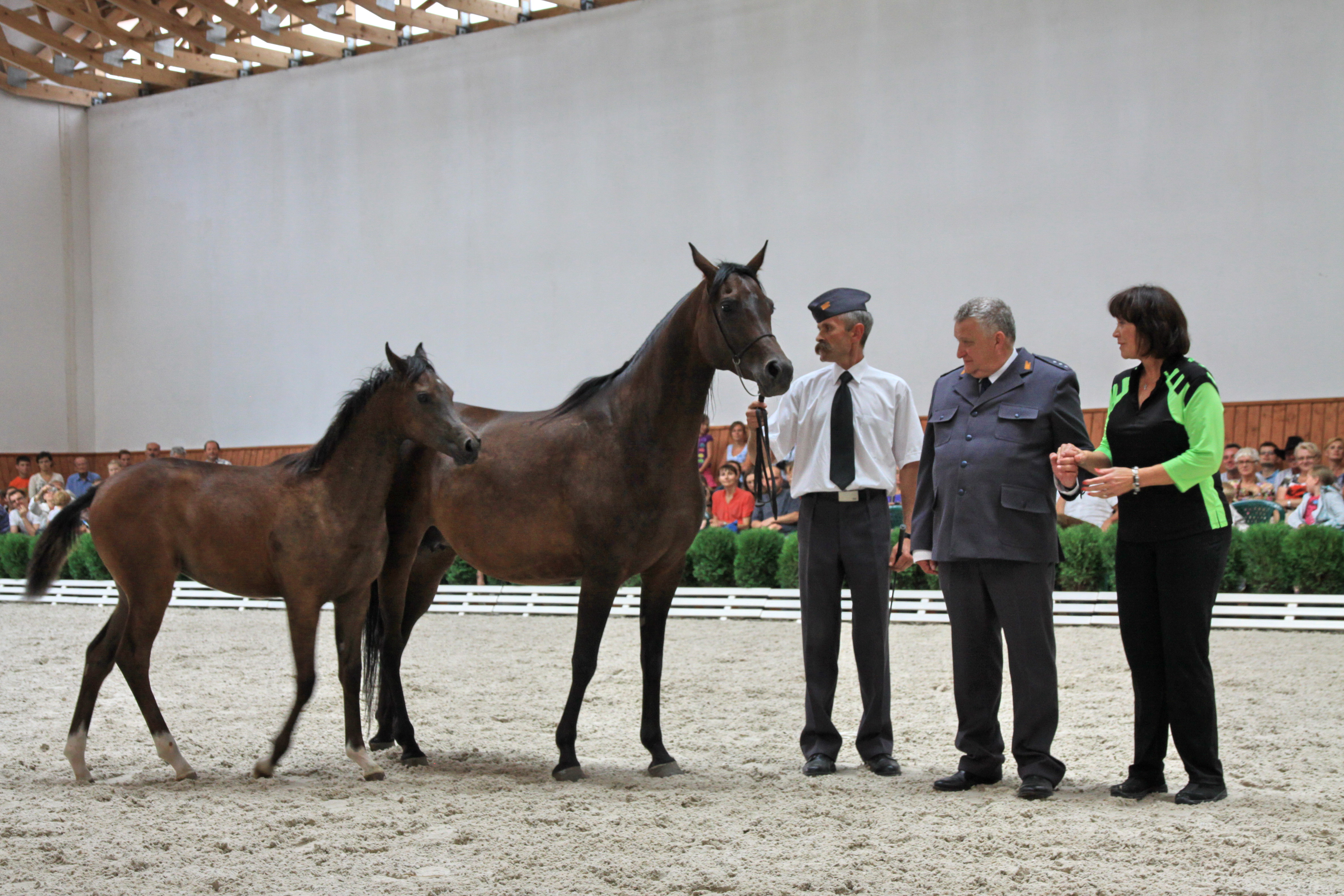
Grande parade de 2013.

Les chevaux de Michałów, de type Saklawi, se caractérisent par une carrure plus massive que les chevaux arabes trouvés dans d'autres élevages en Pologne à cette époque, grâce à laquelle la survie durant la difficile période d'après-guerre est devenue plus facile pour ce haras que pour d'autres élevages. Les chevaux de type Saklawi sont également devenus appréciés dans les sports équestres et récréatifs, et comme montures de luxe. 
En 1973, Estebna gagne et devient championne d'Europe à l'exposition internationale de Verden. Depuis lors, les chevaux de Michałów ont remporté les titres de champions du monde, d'Europe, des États-Unis, d'Europe et de Pologne. La jument la plus fructueuse, parmi la progéniture dont le plus de chevaux a remporté le titre de champion, était Estokada, née en 1951.

## Gestion et fonctionnement
Le haras de Michałów partage son élevage de chevaux arabes avec celui de Janów Podlaski. 
Jusqu'en 1993, le haras fonctionnait comme Ferme Agricole d'État. En 1993, après transformation, il devient le Michałów Stud. À partir de 1994, il fonctionne en tant que haras de chevaux du Trésor de l'État de Michałów. Actuellement, il opère sous le nom de Stadnina Koni Michałów Sp. zo.o.
Dans les années 1997-2016, le président du haras était Jerzy Białobok, brutalement limogé avec l'arrivée au pouvoir du parti Droit et justice. En février 2016, il est remplacé à ce poste par Anna Durmała. À partir de septembre 2016, le président était Maciej Paweł Grzechnik, qui a occupé ce poste jusqu'en août 2018. Depuis lors, la présidence par intérim du haras est assurée par Monika Słowik. En janvier 2020, un concours a été annoncé pour le poste de nouveau président du Michałów Stud, qui n'a sélectionné aucun candidat. Depuis le 1er avril 2020, l'actuel président par intérim a cessé d'exercer ses fonctions, et Marek Romański est nommé à sa place.